# Artannes-sur-Indre
Artannes-sur-Indre és un municipi francès, situat al departament de l'Indre i Loira i a la regió de Centre – Vall del Loira. L'any 2007 tenia 2.523 habitants.

## Demografia

### Població
El 2007 la població de fet d'Artannes-sur-Indre era de 2.523 persones. Hi havia 977 famílies, de les quals 216 eren unipersonals (59 homes vivint sols i 157 dones vivint soles), 315 parelles sense fills, 373 parelles amb fills i 73 famílies monoparentals amb fills.
La població ha evolucionat segons el següent gràfic:
Habitants censats

### Habitatges
El 2007 hi havia 1.076 habitatges, 986 eren l'habitatge principal de la família, 52 eren segones residències i 38 estaven desocupats. 1.024 eren cases i 26 eren apartaments. Dels 986 habitatges principals, 804 estaven ocupats pels seus propietaris, 174 estaven llogats i ocupats pels llogaters i 8 estaven cedits a títol gratuït; 27 tenien una cambra, 49 en tenien dues, 174 en tenien tres, 278 en tenien quatre i 457 en tenien cinc o més. 806 habitatges disposaven pel capbaix d'una plaça de pàrquing. A 365 habitatges hi havia un automòbil i a 536 n'hi havia dos o més.

### Piràmide de població
La piràmide de població per edats i sexe el 2009 era:
| Homes | Edats   | Dones |
| ----- | ------- | ----- |
| 0     | 95 o +  | 0     |
| 8     | 90 a 94 | 0     |
| 0     | 85 a 89 | 24    |
| 12    | 80 a 84 | 12    |
| 20    | 75 a 79 | 24    |
| 36    | 70 a 74 | 48    |
| 48    | 65 a 69 | 44    |
| 36    | 60 a 64 | 48    |
| 40    | 55 a 59 | 52    |
| 72    | 50 a 54 | 72    |
| 104   | 45 a 49 | 88    |
| 108   | 40 a 44 | 72    |
| 100   | 35 a 39 | 116   |
| 84    | 30 a 34 | 96    |
| 56    | 25 a 29 | 52    |
| 36    | 20 a 24 | 40    |
| 80    | 15 a 19 | 52    |
| 88    | 10 a 14 | 112   |
| 100   | 5 a 9   | 100   |
| 60    | 0 a 4   | 48    |

## Economia
El 2007 la població en edat de treballar era de 1.657 persones, 1.262 eren actives i 395 eren inactives. De les 1.262 persones actives 1.184 estaven ocupades (628 homes i 556 dones) i 79 estaven aturades (39 homes i 40 dones). De les 395 persones inactives 146 estaven jubilades, 160 estaven estudiant i 89 estaven classificades com a «altres inactius».

### Ingressos
El 2009 a Artannes-sur-Indre hi havia 980 unitats fiscals que integraven 2.543,5 persones, la mediana anual d'ingressos fiscals per persona era de 19.877 €.

### Activitats econòmiques
Dels 79 establiments que hi havia el 2007, 1 era d'una empresa extractiva, 2 d'empreses alimentàries, 3 d'empreses de fabricació d'altres productes industrials, 14 d'empreses de construcció, 20 d'empreses de comerç i reparació d'automòbils, 2 d'empreses de transport, 3 d'empreses d'hostatgeria i restauració, 2 d'empreses d'informació i comunicació, 6 d'empreses immobiliàries, 6 d'empreses de serveis, 12 d'entitats de l'administració pública i 8 d'empreses classificades com a «altres activitats de serveis».
Dels 23 establiments de servei als particulars que hi havia el 2009, 1 era una oficina de correu, 3 tallers de reparació d'automòbils i de material agrícola, 1 paleta, 3 guixaires pintors, 3 fusteries, 3 lampisteries, 2 electricistes, 4 perruqueries, 2 restaurants i 1 saló de bellesa.
Dels 4 establiments comercials que hi havia el 2009, 1 era un hipermercat, 1 una botiga de menys de 120 m², 1 una fleca i 1 una botiga d'equipament de la llar.
L'any 2000 a Artannes-sur-Indre hi havia 33 explotacions agrícoles que ocupaven un total de 1.406 hectàrees.

## Equipaments sanitaris i escolars
El 2009 hi havia 1 farmàcia i 1 ambulància.
El 2009 hi havia 1 escola maternal i 1 escola elemental.

## Poblacions més properes
El següent diagrama mostra les poblacions més properes.